# Einshorn
Einshorn är en bergstopp i Schweiz.   Den ligger i regionen Viamala och kantonen Graubünden, i den sydöstra delen av landet, 140 km öster om huvudstaden Bern. Toppen på Einshorn är 2 944 meter över havet, eller 575 meter över den omgivande terrängen. Bredden vid basen är 4,5 km.
Terrängen runt Einshorn är huvudsakligen bergig. Runt Einshorn är det mycket glesbefolkat, med 7 invånare per kvadratkilometer.. Närmaste större samhälle är Mesocco, 14,0 km söder om Einshorn. 
Trakten runt Einshorn består i huvudsak av gräsmarker.